# Configware
Mit dem Begriff Configware werden Programmier-Quellen für reconfigurable Computing zusammengefasst. Diese Distanzierung vom Begriff Software ist deshalb sinnvoll, weil hier ein grundlegend verschiedenes Paradigma zu Grunde liegt, in welchem es keinen Befehlszähler gibt und weil das Configware-Paradigma Datenstrom-getrieben ist – im Gegensatz zum Befehlsstrom-getriebenen Software-Paradigma.